# ½的魔法
《½的魔法》（英語：Onward）是一部於2020年上映的美國3D電腦動畫奇幻電影，由皮克斯動畫工作室製作，並由華特迪士尼工作室電影發行。該片由丹·斯坎倫執導，並與傑森·希德利和凱思·蒲寧共同撰寫劇本。主要配音員包括湯姆·賀倫、克里斯·普瑞特、茱莉亞·路易絲-卓佛與奧塔薇亞·史班森。
《½的魔法》2020年3月6日在美國上映，並由華特迪士尼工作室電影發行。電影獲得外界正面為主的評價，但由於上映不久就因嚴重特殊傳染性肺炎大流行導致劇院普遍關閉，票房表現不佳，全球票房僅1.42億美元，相較於製作成本成為票房炸彈。不過與2020年初發行的其他幾部電影一樣，本片在VOD上取得了成功。該片贏得第46屆土星獎最佳動畫電影獎，獲得第78屆金球獎和第93屆奧斯卡金像獎的最佳動畫長片提名，但都輸給同年上映、皮克斯出品的《靈魂急轉彎》。

## 劇情
伊恩、巴利是一對精靈兄弟們，很小的時候便失去了父親，但在伊恩的16歲生日這天，他收到了一個很特別的禮物：他父親從前的魔杖以及一串魔咒，據說可以讓父親起死回生，但從未練習過的魔法技能，讓伊恩施魔法時出了差錯，只恢復了父親的一雙腿，於是兄弟倆踏上尋找魔法石的征途⋯⋯

## 配音員
| 配音               | 配音                                                                                   | 配音 | 配音                                                  | 角色                                 |
| 美國               | 台灣                                                                                   | 香港 | 大陸                                                  | 角色                                 |
| ------------------ | -------------------------------------------------------------------------------------- | --- | ----------------------------------------------------- | ------------------------------------ |
| 湯姆·霍蘭德        | 蔣鐵城                                                                                 | 譚家鏘 | 郭麒麟                                                | 伊恩·萊特富（Ian Lightfoot）         |
| 克里斯·普瑞特      | 張至超                                                                                 | 鄧肇基 | 張若昀                                                | 巴利·萊特富（Barley Lightfoot）      |
| 茱莉亞·路易絲-卓佛 | 龍顯蕙                                                                                 | 董菁蓓 | 杨晨                                                  | 蘿拉·萊特富（Laurel Lightfoot）      |
| 凱爾·柏海莫        | 王希華                                                                                 | 辛偉強 | 吴凌云                                                | 威登·萊特富（Wilden Lightfoot）      |
| 奧塔薇亞·史班森    | 汪世瑋                                                                                 | 陳安瑩 | 张丽敏                                                | 蠍尾獅（Corey "The Manticore"）      |
| 黃艾莉             | 雷碧文                                                                                 | 周恩恩 | 晏积瑄                                                | 高爾警員（Gore）                     |
| 莉娜·韋斯          | 錢欣郁                                                                                 | 邵美君 | 常蓉珊                                                | 史貝克警員（Specter）                |
| 梅爾·羅德里奎茲    | 康殿宏                                                                                 | 黎家希 | 图特哈蒙                                              | 寇特·布朗可（Colt Bronco）           |
| 格蕾·德萊爾        | 杜素真                                                                                 | 李蔓宜 | 马小骥                                                | 露珠（Dewdrop）                      |
| 特蕾西·厄爾曼      | 鈕凱暘                                                                                 | 練玉儀 | 林兰                                                  | 怪克林（Grecklin）                   |
| 威爾默·瓦德拉瑪    | 李勇                                                                                   | 盧俊豪 | 敖磊                                                  | 加斯頓（Gaxton）                     |
| 喬治·普薩拉斯      | 馬伯強                                                                                 | 黃浩權 | 藤新                                                  | 艾維警員（Officier Avel）            |
| 約翰·雷森伯格      | 賈文安                                                                                 | 楊啟健 | 陈喆                                                  | 工人（Construction Worker Fennwick） |
| 其他配音演員       | 王華怡 姜先誠 孫若薇 高嘉鎂 劉安 薛晴 吳宇鳴 許書豪 楊雅淳 蕭蔓萱 蔡永淳 胡家源 于耀杰 | 姜麗儀 謝依晴 余倩盈 張嘉敏 林筠翔 高寶珠 黃尉斯 陳基惠 梁子寧 趙錦標 張灼賢 陳芷瑩 楊進謙 張彩虹 陳浩鈿 陳苑熒 王慧珠 高素瑜 梁智麟 | 王一斐 栾天光 张云明 郝祥海 谢大飞 阎么么 陈琳 王淳熙 |                                      |

## 製作
2017年7月，皮克斯在D23博覽會上宣佈了一部「郊區幻想世界」電影，並由丹·斯坎倫執導，科里·瑞製片。該片靈感來自小時候失去父親的斯坎倫兄弟自身的經歷，在斯坎倫聽完父親的遺留下的錄音片後決定撰寫該故事。2018年12月，宣佈片名為《Onward》，主要配音員為克里斯·普瑞特、湯姆·賀倫、茱莉亞·路易絲-卓佛和奧塔薇亞·史班森。C·S·安德森共同撰寫劇本。

## 發行
《½的魔法》由華特迪士尼工作室電影於2020年3月6日在美國上映。2020年3月20日，因为2019冠状病毒病疫情导致全美电影院停业，电影于上映仅两周后发布DVD与蓝光并上线Disney+。

### 評價
爛番茄根據348條評論，持有88%的新鮮度，平均得分7.2／10，觀眾投票獲得95%的分數，平均得分為4.6／5。在Metacritic上，電影根據56條評論（32條好評，22條褒貶不一，2條差評），獲得61分（滿分100分）。

### 票房
由於受到2019冠狀病毒病疫情影響，影片開畫僅收入1210萬美元票房，并于首周收入3910萬美元，創下皮克斯史上最低開畫記錄（儘管為該周票房冠軍）。次周電影收入下跌73%，僅收入1050萬票房，創下皮克斯史上最低第二周票房紀錄，同時創下自1998年10月以來最低電影周末票房紀錄。從第三周開始，隨著北美大部分影院關閉，電影收入跌至7.1萬美元，且絕大多數票房來自汽車影院。和其他于2020年1-3月上映的影片一樣，本片于第四周從所有電影院下線並提前發佈DVD與藍光並上線Disney+。
| 上一届： 《隱形人》   | 2020年美國週末票房冠軍 第10-13週 | 下一届： 《隱形人》     |
| 上一届： 《末代皇帝》 | 2020年台北週末票房冠軍 第21-26週 | 下一届： 《破處》       |
| 上一届： 《金都》     | 2020年香港一週票房冠軍 第25-26週 | 下一届： 《死因無可疑》 |

## 备注
斯坎伦、海德利和布宁都被记为 "剧本作者 "和 "故事作者"。

## 外部連結
- 互联网电影数据库（IMDb）上《½的魔法》的资料（英文）
- 爛番茄上《½的魔法》的資料（英文）
- Metacritic上《½的魔法》的資料（英文）
- AllMovie上《½的魔法》的资料（英文）
- Box Office Mojo上《½的魔法》的資料（英文）
- 開眼電影網上《½的魔法》的資料（繁體中文）
- 时光网上《½的魔法》的資料（简体中文）
- 豆瓣电影上《½的魔法》的資料 （简体中文）